# Montallegro
Montallegro település Olaszországban, Szicília régióban, Agrigento megyében. Lakosainak száma 2377 fő (2023. január 1.). Montallegro Cattolica Eraclea, Siculiana és Agrigento községekkel határos.

## Népesség
A település lakossága az elmúlt években az alábbi módon változott:
| Lakosok száma | 2542 | 2500 | 2377 |
|               | 2017 | 2018 | 2023 |